# Kuczbork-Osada
Kuczbork-Osada is een dorp in het Poolse woiwodschap Mazovië, in het district Żuromiński. De plaats maakt deel uit van de gemeente Kuczbork-Osada en telt 310 inwoners.